# Dendropoma corallinaceus
Dendropoma corallinaceus, tên tiếng Anh: colonial worm shell, là một loài ốc biển, là động vật thân mềm chân bụng sống ở biển trong họ Vermetidae.